# 宇野克明
宇野 克明（うの かつあき、1961年12月24日 - ） は日本の医師（外科学）。医療法人社団東京MITクリニック理事長・院長。博士（医学）。1999年に細胞の免疫性に着目してがんを診断する「がん免疫ドック」（イムノドック）を開発。
2000年にそのシステムを用いて免疫細胞の疲弊状態「免疫枯渇現象」、ならびに免疫細胞の機能障害「リンパ球失調（サイトカインストーム）」の存在を報告。2012年には1999年に開発済みの精密がん免疫検査システム「がん免疫ドック」の解析ロジックを改良し、新たに「リスクチェッカー」検査として再リリース。2018年に新たなる老化の概念「ネオエイジング（NEO AGING）」ならびに「若化（じゃっか）」を公開。2020年にはエイジングケア解析機能を併せた精密がん免疫検査システム「リスクチェッカー Collaborated with NEO AGING」を追加リリース。2021年、エイジングケアの新たな概念「ゲノム系」「エピゲノム系」の概要を公開。
神奈川県横浜市出身。1986年4月東海大学医学部医学科卒業。同年5月医籍登録。東京女子医科大学第二外科にて一般外科、救急医療を研修。1995年1月博士（医学）（杏林大学）。1996年9月医療法人財団コンフォート理事長。1999年1月日本初の「がん免疫ドック」（イムノドック）を開発し、コンフォート病院（横浜市西区）にて運用を開始、2000年6月同院にがん研究・治療部門「免疫研究センター・免疫外来」を開設、2001年2月には老化メカニズム研究を目的にした「免疫研究センター・細胞老化部門」を開設した。同年4月から東海大学医学部外科学教室にてHLA・癌免疫研究に携わる。2004年4月東海大学医学部基礎系生体構造機能学教室非常勤講師。同年5月ハルビン医科大学（中華人民共和国黒竜江省）名誉教授。2005年4月医療法人財団コンフォート会長・最高統括理事。2012年2月医療法人財団コンフォート理事辞任。2012年9月東京ＭＩＴクリニック開設。2014年9月医療法人社団東京MIT設立・理事長就任。2019年JAAS日本アンチエイジング外科学会組織内に老化・寿命研究を目的とした「ネオエイジング分科会」を開設、外術顧問に就任（兼任）。紺綬褒章（2016～2021年）。

## 主な著書
- ガンで死にたくない人はガン免疫ドック（メタモル出版,2000）
- 免疫ドックでわかったガンを倒す免疫食品ガンに負ける健康食品（メタモル出版,2000）
- 絶望を希望に変える医学的ガン免疫療法最前線（メタモル出版,2001）
- ガンを今もっともよく治す戦略的細胞分子免疫治療（メタモル出版,2002）
- この早期発見法ならがんに克てる（Ｋａｗａｄｅ夢新書,2002）
- 『AHCCの基礎と臨床』分担執筆（ライフサイエンス,2003)
- 宇野式がん免疫治療の全貌（メタモル出版,2004）
- 末期・再発・転移ガン患者にやさしい積極的免疫治療（メタモル出版,2005）
- がん難民 なる前に読む、なってから読む処方箋（メタモル出版,2007）
- 医者の品格医者の欲望（メタモル出版,2008）
- 積極的に攻める最新がん免疫治療のすすめ（メタモル出版,2009）
- がん・アトピーを制圧する！（メタモル出版,2010）
- 不老長寿を実現させる科学（メタモル出版,2010）
- ミトコンドリア革命 私たちの健康・未来はミトコンドリアが握っている（東邦出版,2011）
- どうすればがんは消えるのか？（東邦出版,2011）
- がん治療3つの新戦略（東邦出版,2014）
- がん消滅の「可能性」（東邦出版,2017）
- 若化！ 医師が見つけた若返る3つの魔法（ごま書房新社,2021）
- がん細胞が消えた！余命6ヵ月からの免疫対策（インタビュー書籍・ごま書房新社,2021）
- 脱アセチルとヘルペス対策で片頭痛が消えた！（ごま書房新社,2021）

## 主な論文
- 『消化器癌患者における非特異的免疫治療とAdvanced Terminal Care』消化器と免疫(0286-7618)40号 Page102-105(2004.06)
- 『消化器疾患の病態とTh1/Th2バランス　消化器癌患者におけるTh1/Th2バランスを中心とした免疫学的パラメータ検討の意義』消化器と免疫(0286-7618)37号 Page19-22(2001.07)
- 『癌免疫治療におけるパラメータと化学療法併用の意義』Biotherapy（0914-2223）15巻Suppl.II Page73（2001.11）
- 『担癌患者に対する植物由来多糖類抽出物(AHCC)効果　免疫学的パラメータとperformance statusへの影響』Biotherapy14巻3号Page303-309(2001.11)
- 『Impaired Th1-Related Immune Systems in Cancer Patients. 』Annals of Cancer Research and Therapy Vol.8, Nos.1&2 Page77-87(2000.6）
- 『免疫学的パラメーターを用いたがんスクリーニングの意義』日本臨床免疫学会会誌第23巻2号 Page114-123(2000.04)
- 『炎症性腸疾患の病態におけるTNFαの関与とプロテアーゼ・インヒビターの効果に関する研究』杏林医学会雑誌(0368-5829)25巻3号 Page427-437(1994.09)
- 『炎症性腸疾患における単核球のTNF産生能とその抑制』Therapeutic Research(0289-8020)14巻Suppl.2 Page560-563(1993.07)
- 『炎症性腸疾患,消化器癌の貧血に対するrt-エリスロポエチンの臨床応用』Therapeutic Research(0289-8020)11巻Suppl.2 PageS474-S477(1990.06)
- 『炎症性腸疾患(IBD)における貧血とエリスロポエチン(EPO)』Therapeutic Research(0289-8020)10巻Suppl.1 Page122-126(1989.05)
- 『免疫パラメーターを用いたクローン病活動度診断』Therapeutic Research(0289-8020)10巻Suppl.1 Page118-121(1989.05)
- 『脾動脈瘤の2治験例』山梨県立中央病院年報(0289-4394)15巻 Page6-12(1988.12)